# 보문사 (서울 성북구)
보문사는 서울특별시 성북구 보문동에 있는 대한불교보문종의 사찰이다.

## 소장 문화재
- 보문사 석가불도 : 서울특별시 유형문화재 제57호
- 보문사 신중도 : 서울특별시 유형문화재 제99호
- 보문사 지장시왕도 : 서울특별시 유형문화재 제89호

## 석굴암
1972년 보문종을 창종하면서 그해 6월에 경주 석굴암을 본뜬 석굴암을 완공하였다. 보문사 뒷산이 돌산이라는 지형적 특성을 살려 조성하였는데 국보 제 24호인 경주 토함산 석굴암을 그대로 본떠 제작한 것으로 보문사 대중이 이루어낸 대표적인 불사로 평가받고 있다. 1970년 8월에 시작하여 23개월 동안 진행된 이 불사에 연 45,000여 명에 이르는 조각가와 석공이 동원되었고, 전라지방의 황등석과 경기석 등 총 2,400톤의 화강석이 사용되었다. 주불은 15톤의 원석으로 제작되었으며, 높이는 3.38m이다. 전체적인 것은 경주 석굴암을 따랐으나 경주는 정면이 하나의 문인데 서울은 3곳에 문이 있고, 팔부신장(八部神將)이 생략되어 있다.
창건될 당시에는 현관에 지붕은 덮었지만 출입구 문짝 없이 열어두었으나 지금은 날아드는 새의 오물과 깃털 등이 불상을 더렵혀 결국 입구에 문짝을 달고 철조망을 설치했다